# Begraafplaats van Eernegem
De Begraafplaats van Eernegem is een gemeentelijke begraafplaats in het Belgische dorp Eernegem, een deelgemeente van Ichtegem. De begraafplaats ligt langs de Kerkhofstraat, 230 meter ten noordwesten van de Sint-Medarduskerk. De begraafplaats heeft een min of meer rechthoekige vorm en is door een middenpad in tweeën gedeeld. Op het einde ervan staat een calvariekruis.

## Britse oorlogsgraven
Vlak bij het calvariekruis liggen de graven van Ronald Lavender Baker en John Gordon Thomson. Zij waren Nieuw-Zeelandse piloten die met hun Spitfire op 20 oktober 1943 tijdens een luchtgevecht werden neergeschoten.
Hun graven worden onderhouden door het gemeentebestuur van Ichtegem, die daarvoor een jaarlijkse vergoeding ontvangt van de Commonwealth War Graves Commission en zijn daar geregistreerd onder Eernegem Communal Cemetery.